# Campionat d'Anglaterra de rugbi a 15

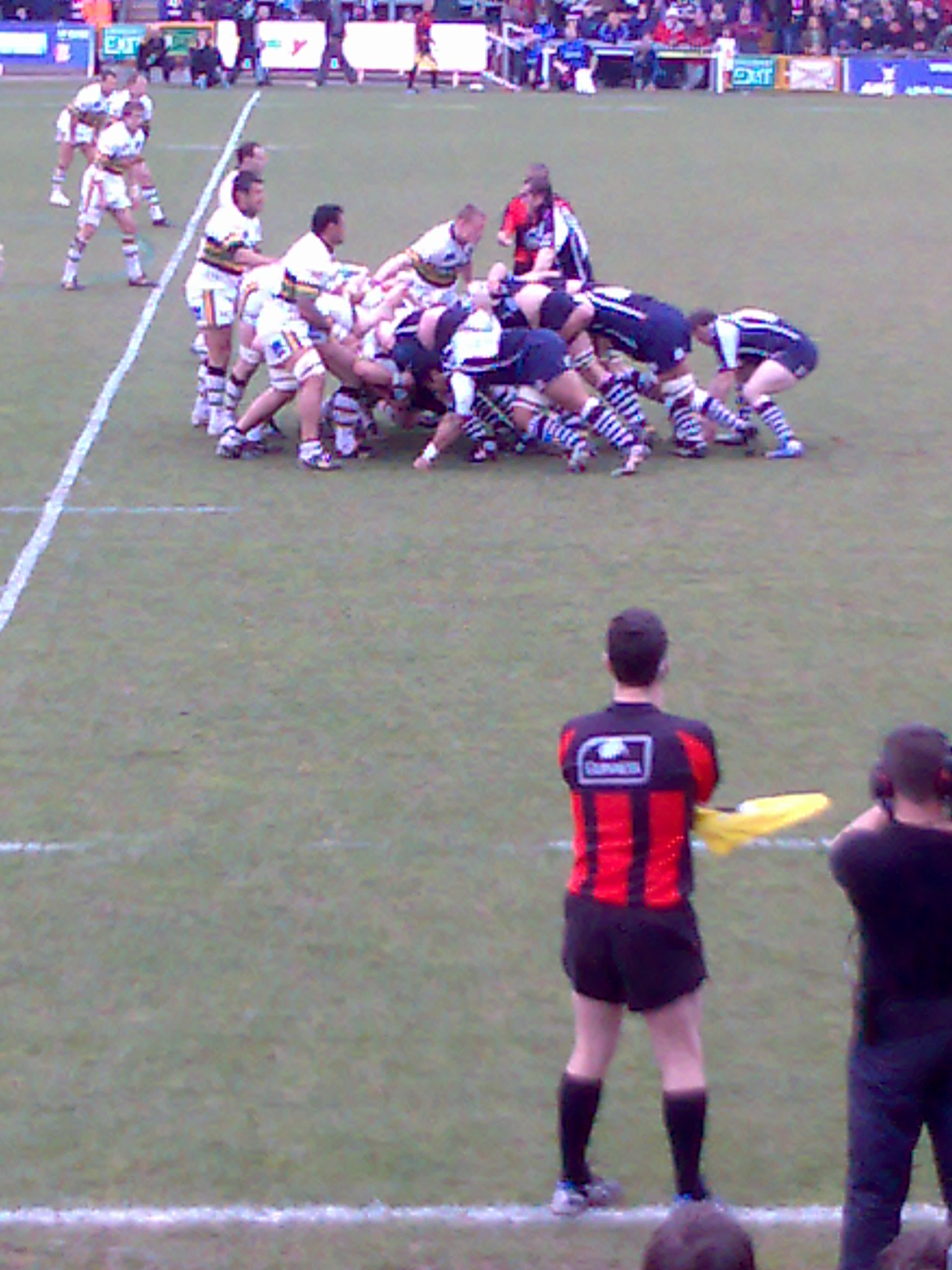
Partit entre el Bristol Shoguns i el Northampton Saints a la Premier League.

El Campionat d'Angleterra de rugbi a 15 va ser creat el 1987 i reuneix l'elit dels clubs anglesos de rugbi. Es tracta d'una de les millors lligues d'Europa conjuntament amb el Top 14 de França. Els clubs que més cops han guanyat aquest títol són el London Wasps i el Leicester Tigers.

## Nomenclatura
El campionat ha canviat diferents cops de nom depenent de l'empresa que el patrocinava:
- Courage League (1987-1997)
- Allied Dunbar League (1997-2001)
- Zürich Premiership (2001-2005)
- Guinness Premiership (2006-2010)
- Aviva Premiership (2010-)

## Història

### Temporada 2010-2011

#### Partits
El campionat d'Anglaterra de Rugbi a 15 2010-2011 on el vigent campió és els Leicester Tigers que defensa el títol aconseguit l'any passat, s'inicià el 6 de setembre del 2010 i s'acabà el 28 de maig del 2011. Saracens va vencer el vigent campió 29 punts contra 9 amb un assaig de Short.
| Clubs              | BR      | ER      | GRFC    | H       | LC      | LT      | LI      | LW      | NF      | NS      | SS      | S       |
| ------------------ | ------- | ------- | ------- | ------- | ------- | ------- | ------- | ------- | ------- | ------- | ------- | ------- |
| Bath Rugby         |         | 26 - 18 | 3 - 18  | 19 - 15 | 6 - 6   | 6 - 37  | 20 - 13 | 6 - 11  | 42 - 12 | 38 - 8  | 31 - 16 | 13 - 17 |
| Exeter Rugby       | 9 - 12  |         | 22 - 10 | 20 - 6  | 15 - 9  | 15 - 22 | 9 - 12  | 21 - 8  | 22 - 17 | 30 - 9  | 24 - 19 | 12 - 33 |
| Gloucester RFC     | 34 - 22 | 37 - 23 |         | 33 - 26 | 22 - 21 | 19 - 12 | 23 - 9  | 22 - 20 | 34 - 9  | 27 - 15 | 68 - 17 | 19 - 13 |
| Harlequins         | 6 - 6   | 40 - 13 | 53 - 15 |         | 51 - 18 | 13 - 17 | 28 - 18 | 17 - 10 | 23 - 12 | 16 - 20 | 21 - 9  | 13 - 16 |
| Leeds Carnegie     | 16 - 32 | 27 - 22 | 15 - 13 | 3 - 38  |         | 9 - 15  | 27 - 19 | 8 - 17  | 5 - 22  | 13 - 23 | 3 - 6   | 14 - 26 |
| Leicester Tigers   | 21 - 15 | 37 - 27 | 41 - 41 | 18 - 13 | 48 - 6  |         | 32 - 23 | 21 - 12 | 44 - 19 | 27 - 16 | 54 - 21 | 14 - 15 |
| London Irish       | 24 - 25 | 39 - 17 | 23 - 16 | 15 - 9  | 40- 24  | 14 - 23 |         | 25 - 12 | 23 - 14 | 20 - 26 | 39- 26  | 33 - 16 |
| London Wasps       | 10 - 43 | 24 - 12 | 9 - 10  | 29 - 29 | 51 - 18 | 37 - 30 | 33 - 25 |         | 33- 16  | 10 - 37 | 33 - 26 | 15 - 26 |
| Newcastle Falcons  | 11 - 14 | 13 - 23 | 12 - 6  | 33 - 18 | 29 - 30 | 13 - 24 | 12 - 46 | 29 - 17 |         | 15 - 22 | 19 - 19 | 13 - 15 |
| Northampton Saints | 31 - 10 | 27 - 21 | 16 - 18 | 13 - 16 | 31 - 24 | 27 - 19 | 35 - 23 | 39 - 3  | 34- 13  |         | 53 - 24 | 15 - 29 |
| Sale Sharks        | 7 - 19  | 24 - 30 | 36 - 31 | 21 - 17 | 15 - 12 | 16 - 18 | 20 - 34 | 24 - 25 | 35 - 18 | 10 - 19 |         | 28 - 22 |
| Saracens           | 20 - 9  | 9 - 23  | 35 - 12 | 26 - 14 | 39 - 0  | 26 - 20 | 12 - 6  | 13 - 6  | 24 - 9  | 24 - 17 | 28 - 13 |         |

#### Classificació
| Classificació general del Premiership | Classificació general del Premiership | Classificació general del Premiership | Classificació general del Premiership | Classificació general del Premiership | Classificació general del Premiership | Classificació general del Premiership | Classificació general del Premiership | Classificació general del Premiership | Classificació general del Premiership | Classificació general del Premiership |
| Class.                                | Clubs                                 | Pts                                   | J                                     | G                                     | E                                     | P                                     | B                                     | pf                                    | pc                                    | +-                                    |
| ------------------------------------- | ------------------------------------- | ------------------------------------- | ------------------------------------- | ------------------------------------- | ------------------------------------- | ------------------------------------- | ------------------------------------- | ------------------------------------- | ------------------------------------- | ------------------------------------- |
| 1.                                    | Leicester Tigers                      | 78                                    | 22                                    | 16                                    | 1                                     | 5                                     | 12                                    | 594                                   | 403                                   | 191                                   |
| 2.                                    | Saracens                              | 76                                    | 22                                    | 18                                    | 0                                     | 4                                     | 4                                     | 484                                   | 318                                   | 166                                   |
| 3.                                    | Gloucester RFC                        | 67                                    | 22                                    | 14                                    | 1                                     | 7                                     | 9                                     | 528                                   | 452                                   | 76                                    |
| 4.                                    | Northampton Saints                    | 65                                    | 22                                    | 14                                    | 0                                     | 8                                     | 9                                     | 533                                   | 430                                   | 103                                   |
| 5.                                    | Bath Rugby                            | 62                                    | 22                                    | 13                                    | 1                                     | 8                                     | 8                                     | 427                                   | 367                                   | 60                                    |
| 6.                                    | London Irish                          | 54                                    | 22                                    | 11                                    | 0                                     | 11                                    | 10                                    | 523                                   | 459                                   | 64                                    |
| 7.                                    | Harlequins                            | 52                                    | 22                                    | 9                                     | 2                                     | 11                                    | 12                                    | 482                                   | 384                                   | 98                                    |
| 8.                                    | Exeter Rugby                          | 45                                    | 22                                    | 10                                    | 0                                     | 12                                    | 5                                     | 428                                   | 460                                   | -32                                   |
| 9.                                    | London Wasps                          | 43                                    | 22                                    | 9                                     | 1                                     | 12                                    | 5                                     | 425                                   | 497                                   | -72                                   |
| 10.                                   | Sale Sharks                           | 32                                    | 22                                    | 6                                     | 1                                     | 15                                    | 6                                     | 432                                   | 618                                   | -186                                  |
| 11.                                   | Newcastle Falcons                     | 23                                    | 22                                    | 4                                     | 1                                     | 17                                    | 5                                     | 360                                   | 553                                   | -193                                  |
| 12.                                   | Leeds Carnegie                        | 23                                    | 22                                    | 4                                     | 0                                     | 18                                    | 7                                     | 315                                   | 590                                   | -275                                  |

| Semifinals       | Semifinals | Semifinals         |
| ---------------- | ---------- | ------------------ |
| Leicester Tigers | 11 – 3     | Northampton Saints |
| Saracens         | 12 – 10    | Gloucester RFC     |

| Final            | Final   | Final    |
| ---------------- | ------- | -------- |
| Leicester Tigers | 18 – 22 | Saracens |

| Campió   |
| -------- |
| Saracens |

### Temporada 2011-2012
El Campionat d'Anglaterra de rugbi a 15 2011-2012 on el vigent campió és els Saracens que defensa el títol aconseguit l'any passat, s'inicià el 3 de setembre del 2011. Acabà el 27 de maig del 2012 amb la victòria dels Harlequins contra els Leicester Tigers per 20 a 23.

#### Fase preliminar
| Clubs              | BR      | ER      | GRFC    | H       | LT      | LI      | LW      | NF      | NS      | SS      | S       | WW      |
| ------------------ | ------- | ------- | ------- | ------- | ------- | ------- | ------- | ------- | ------- | ------- | ------- | ------- |
| Bath Rugby         |         | 23 – 19 | 11 – 14 | 13 – 26 | 26 – 25 | 30 – 3  | 17 – 12 | 30 – 24 | 6 – 26  | 13 – 16 | 26 – 28 | 36 – 17 |
| Exeter Rugby       | 9 – 12  |         | 19 – 24 | 9 – 11  | 19 – 11 | 18 – 11 | 21 – 11 | 32 – 15 | 15 – 18 | 36 – 17 | 13 – 17 | 15 – 9  |
| Gloucester RFC     | 23 – 6  | 27 – 28 |         | 29 – 23 | 14 – 19 | 33 – 30 | 39 – 10 | 20 – 29 | 27 – 24 | 19 – 24 | 17 – 19 | 29 – 8  |
| Harlequins         | 14 – 6  | 19 – 13 | 42 – 6  |         | 33 – 43 | 30 – 23 | 33 – 17 | 39 – 8  | 26 – 13 | 48 – 41 | 11 – 19 | 16 – 14 |
| Leicester Tigers   | 28 – 3  | 28 – 30 | 36 – 3  | 18 – 27 |         | 24 – 24 | 29 – 11 | 42 – 15 | 30 – 25 | 28 – 23 | 25 – 50 | 43 – 13 |
| London Irish       | 12 – 13 | 29 – 22 | 52 – 18 | 24 – 29 | 32 – 41 |         | 21 – 17 | 46 – 29 | 23 – 30 | 21 – 19 | 19 – 28 | 42 – 24 |
| London Wasps       | 27 – 24 | 12 – 15 | 26 – 24 | 16 – 22 | 35 – 29 | 18 – 13 |         | 10 – 14 | 13 – 24 | 18 – 29 | 17 – 22 | 0 – 6   |
| Newcastle Falcons  | 9 – 22  | 10 – 16 | 26 – 25 | 9 – 9   | 26 – 27 | 19 – 10 | 15 – 10 |         | 14 – 32 | 22 – 19 | 3 – 9   | 16 – 16 |
| Northampton Saints | 22 – 13 | 33 – 3  | 26 – 24 | 24 – 3  | 21 – 35 | 13 – 14 | 32 – 15 | 44 – 15 |         | 24 – 17 | 30 – 8  | 42 – 14 |
| Sale Sharks        | 16 – 9  | 23 – 30 | 13 – 11 | 10 – 24 | 13 – 34 | 30 – 29 | 46 – 34 | 27 – 19 | 29 – 21 |         | 9 – 45  | 15 – 12 |
| Saracens           | 26 – 19 | 40 – 22 | 15 – 15 | 19 – 24 | 19 – 20 | 15 – 11 | 15 – 20 | 25 – 5  | 18 – 12 | 23 – 10 |         | 18 – 6  |
| Worcester Warriors | 16 – 7  | 26 – 31 | 21 – 15 | 15 – 17 | 13 – 32 | 16 – 25 | 12 – 14 | 19 – 9  | 12 – 3  | 17 – 12 | 16 – 11 |         |

#### Classificació
| Classificació general del Premiership | Classificació general del Premiership | Classificació general del Premiership | Classificació general del Premiership | Classificació general del Premiership | Classificació general del Premiership | Classificació general del Premiership | Classificació general del Premiership | Classificació general del Premiership | Classificació general del Premiership | Classificació general del Premiership |
| Class.                                | Clubs                                 | Pts                                   | J                                     | G                                     | E                                     | P                                     | B                                     | pf                                    | pc                                    | +-                                    |
| ------------------------------------- | ------------------------------------- | ------------------------------------- | ------------------------------------- | ------------------------------------- | ------------------------------------- | ------------------------------------- | ------------------------------------- | ------------------------------------- | ------------------------------------- | ------------------------------------- |
| 1.                                    | Harlequins                            | 75                                    | 22                                    | 17                                    | 1                                     | 4                                     | 5                                     | 526                                   | 389                                   | 137                                   |
| 2.                                    | Leicester Tigers                      | 74                                    | 22                                    | 15                                    | 1                                     | 6                                     | 12                                    | 647                                   | 475                                   | 172                                   |
| 3.                                    | Saracens                              | 73                                    | 22                                    | 16                                    | 1                                     | 5                                     | 7                                     | 489                                   | 350                                   | 139                                   |
| 4.                                    | Northampton Saints                    | 65                                    | 22                                    | 14                                    | 0                                     | 8                                     | 9                                     | 539                                   | 374                                   | 165                                   |
| 5.                                    | Exeter Chiefs                         | 59                                    | 22                                    | 12                                    | 0                                     | 10                                    | 11                                    | 436                                   | 421                                   | 15                                    |
| 6.                                    | Sale Sharks                           | 49                                    | 22                                    | 10                                    | 0                                     | 12                                    | 9                                     | 453                                   | 538                                   | -85                                   |
| 7.                                    | London Irish                          | 46                                    | 22                                    | 8                                     | 1                                     | 13                                    | 12                                    | 514                                   | 516                                   | -2                                    |
| 8.                                    | Bath Rugby                            | 44                                    | 22                                    | 9                                     | 0                                     | 13                                    | 8                                     | 365                                   | 412                                   | -47                                   |
| 9.                                    | Gloucester RFC                        | 44                                    | 22                                    | 8                                     | 1                                     | 13                                    | 10                                    | 456                                   | 507                                   | -51                                   |
| 10.                                   | Worcester Warriors                    | 36                                    | 22                                    | 7                                     | 1                                     | 14                                    | 6                                     | 322                                   | 448                                   | -126                                  |
| 11.                                   | London Wasps                          | 33                                    | 22                                    | 6                                     | 0                                     | 16                                    | 9                                     | 363                                   | 502                                   | -139                                  |
| 12.                                   | Newcastle Falcons                     | 32                                    | 22                                    | 6                                     | 2                                     | 14                                    | 4                                     | 351                                   | 529                                   | -178                                  |

#### Fase final
| Semifinals       | Semifinals | Semifinals         |
| ---------------- | ---------- | ------------------ |
| Harlequins       | 25 – 23    | Northampton Saints |
| Leicester Tigers | 24 – 15    | Saracens           |

| Final      | Final   | Final            |
| ---------- | ------- | ---------------- |
| Harlequins | 30 – 23 | Leicester Tigers |

| Campió     |
| ---------- |
| Harlequins |

### Temporada 2012-2013
El Campionat d'Anglaterra de rugbi a 15 2012-2013 on el vigent campió és els Harlequins que defensa el títol aconseguit l'any passat, s'inicià el 31 d'agost del 2012. Acabà el 25 de maig del 2013 amb la victòria dels Leicester Tigers.

#### Resultats
| Clubs              | BR      | ER      | GRFC    | H       | LT      | LI      | LW      | LW      | NS      | SS      | S       | WW      |
| ------------------ | ------- | ------- | ------- | ------- | ------- | ------- | ------- | ------- | ------- | ------- | ------- | ------- |
| Bath Rugby         |         | 23 – 15 | 31 – 25 | 24 – 18 | 27 – 26 | 40 – 16 | 30 – 23 | 40 – 25 | 14 – 18 | 31 – 10 | 0 – 22  | 32 – 9  |
| Exeter Rugby       | 12 – 12 |         | 40 – 39 | 42 – 28 | 9 – 12  | 27 – 6  | 30 – 23 | 47 – 16 | 19 – 30 | 43 – 6  | 14 – 12 | 22 – 9  |
| Gloucester RFC     | 16 – 10 | 18 – 16 |         | 17 – 15 | 27 – 21 | 19 – 18 | 29 – 22 | 15 – 14 | 19 – 24 | 12 – 3  | 28 – 23 | 29 – 23 |
| Harlequins         | 23 – 9  | 16 – 27 | 28 – 25 |         | 25 – 21 | 26 – 15 | 16 – 17 | 40 – 3  | 22 – 19 | 37 – 14 | 16 – 18 | 22 – 19 |
| Leicester Tigers   | 17– 12  | 30 – 8  | 17 – 12 | 9 – 22  |         | 32 – 20 | 35 – 16 | 28 – 12 | 16 – 12 | 48 – 10 | 27 – 32 | 34 – 26 |
| London Irish       | 29 – 22 | 24 – 27 | 31 – 40 | 28 – 31 | 9 – 31  |         | 30 – 19 | 47 – 28 | 39 – 17 | 33 – 33 | 29 – 16 | 26 – 6  |
| London Wasps       | 29 – 15 | 24 – 37 | 33 – 29 | 40 – 42 | 14 – 12 | 43 – 14 |         | 29 – 19 | 24 – 26 | 25 – 18 | 13 – 22 | 10 – 6  |
| London Welsh RFC   | 16 – 9  | 25 – 24 | 25 – 31 | 26 – 31 | 13 – 38 | 15 – 9  | 15 – 34 |         | 14 – 31 | 25 – 26 | 23 – 28 | 33 – 22 |
| Northampton Saints | 25 – 23 | 24 – 21 | 11 – 27 | 9 – 18  | 8 – 36  | 40 – 14 | 24 – 6  | 23 – 16 |         | 47 – 7  | 6 – 16  | 37 – 31 |
| Sale Sharks        | 14 – 13 | 21 – 16 | 32 – 9  | 21 – 30 | 8 – 20  | 21 – 9  | 21 – 20 | 19 – 29 | 16 – 27 |         | 16 – 23 | 33 – 27 |
| Saracens           | 23 – 14 | 31 – 11 | 28 – 23 | 27 – 12 | 9 – 9   | 40 – 3  | 29 – 24 | 35 – 14 | 17 – 16 | 32 – 12 |         | 47 – 17 |
| Worcester Warriors | 23 – 24 | 18 – 24 | 16 – 16 | 26 – 42 | 14 – 19 | 35 – 11 | 29 – 23 | 13 – 6  | 18 – 27 | 23 – 16 | 12 – 3  |         |

#### Classificació
| Classificació general del Premiership | Classificació general del Premiership | Classificació general del Premiership | Classificació general del Premiership | Classificació general del Premiership | Classificació general del Premiership | Classificació general del Premiership | Classificació general del Premiership | Classificació general del Premiership | Classificació general del Premiership | Classificació general del Premiership | Classificació general del Premiership | Classificació general del Premiership | Classificació general del Premiership | Classificació general del Premiership |
| Class.                                | Clubs                                 | Pts                                   | J                                     | G                                     | E                                     | P                                     | B0                                    | BD                                    | pf                                    | pc                                    | p±                                    | af                                    | ac                                    | a±                                    |
| ------------------------------------- | ------------------------------------- | ------------------------------------- | ------------------------------------- | ------------------------------------- | ------------------------------------- | ------------------------------------- | ------------------------------------- | ------------------------------------- | ------------------------------------- | ------------------------------------- | ------------------------------------- | ------------------------------------- | ------------------------------------- | ------------------------------------- |
| 1.                                    | Saracens                              | 77                                    | 22                                    | 17                                    | 1                                     | 4                                     | 5                                     | 2                                     | 533                                   | 339                                   | 181                                   | 41                                    | 25                                    | 16                                    |
| 2.                                    | Leicester Tigers                      | 74                                    | 22                                    | 15                                    | 1                                     | 6                                     | 7                                     | 5                                     | 538                                   | 345                                   | 209                                   | 56                                    | 29                                    | 27                                    |
| 3.                                    | Harlequins                            | 69                                    | 22                                    | 15                                    | 0                                     | 7                                     | 5                                     | 4                                     | 560                                   | 453                                   | 106                                   | 52                                    | 35                                    | 17                                    |
| 4.                                    | Northampton Saints                    | 65                                    | 22                                    | 14                                    | 0                                     | 8                                     | 6                                     | 3                                     | 501                                   | 433                                   | 52                                    | 55                                    | 36                                    | 19                                    |
| 5.                                    | Gloucester RFC                        | 60                                    | 22                                    | 12                                    | 1                                     | 9                                     | 2                                     | 8                                     | 515                                   | 481                                   | 50                                    | 40                                    | 42                                    | -2                                    |
| 6.                                    | Exeter Rugby                          | 59                                    | 22                                    | 12                                    | 1                                     | 9                                     | 4                                     | 5                                     | 542                                   | 446                                   | 91                                    | 51                                    | 43                                    | 8                                     |
| 7.                                    | Bath Rugby                            | 53                                    | 22                                    | 10                                    | 1                                     | 11                                    | 4                                     | 7                                     | 452                                   | 434                                   | 41                                    | 44                                    | 29                                    | 15                                    |
| 8.                                    | London Wasps                          | 48                                    | 22                                    | 9                                     | 0                                     | 13                                    | 4                                     | 8                                     | 511                                   | 528                                   | -16                                   | 47                                    | 51                                    | -4                                    |
| 9.                                    | London Irish                          | 35                                    | 22                                    | 7                                     | 1                                     | 14                                    | 2                                     | 3                                     | 459                                   | 601                                   | -129                                  | 38                                    | 57                                    | -19                                   |
| 10.                                   | Sale Sharks                           | 35                                    | 22                                    | 7                                     | 1                                     | 14                                    | 2                                     | 3                                     | 377                                   | 596                                   | -214                                  | 37                                    | 53                                    | -16                                   |
| 11.                                   | Worcester Warriors                    | 33                                    | 22                                    | 5                                     | 1                                     | 16                                    | 3                                     | 8                                     | 422                                   | 547                                   | -148                                  | 35                                    | 59                                    | -24                                   |
| 12.                                   | London Welsh                          | 28                                    | 22                                    | 5                                     | 0                                     | 17                                    | 1                                     | 7                                     | 412                                   | 619                                   | -223                                  | 30                                    | 67                                    | -37                                   |

#### Fase final
| Semifinals       | Semifinals | Semifinals         |
| ---------------- | ---------- | ------------------ |
| Leicester Tigers | 33 – 16    | Harlequins         |
| Sale Sharks      | 13 – 27    | Northampton Saints |

| Final            | Final   | Final              |
| ---------------- | ------- | ------------------ |
| Leicester Tigers | 37 – 17 | Northampton Saints |

| Campió           |
| ---------------- |
| Leicester Tigers |

### Temporada 2013-2014
| Equip              | Estadi               | Capacitat | Ciutat/àrea                     |
| ------------------ | -------------------- | --------- | ------------------------------- |
| Bath               | Recreation Ground    | 11.700    | Bath, Somerset                  |
| Exeter             | Sandy Park           | 10.744    | Exeter, Devon                   |
| Gloucester         | Kingsholm Stadium    | 16.500    | Gloucester, Gloucestershire     |
| Harlequins         | Twickenham Stoop     | 12.700    | Twickenham, Middlesex / Londres |
| Leicester Tigers   | Welford Road         | 24.500    | Leicester, Leicestershire       |
| London Irish       | Madejski Stadium     | 24.161    | Reading, Berkshire              |
| London Wasps       | Adams Park           | 10.000    | High Wycombe, Buckinghamshire   |
| Newcastle Falcons  | Kingston Park        | 10.200    | Newcastle, Tyne i Wear          |
| Northampton Saints | Franklin's Gardens   | 13.600    | Northampton, Northamptonshire   |
| Sale Sharks        | Salford City Stadium | 12.000    | Salford, Gran Manchester        |
| Saracens           | Allianz Park         | 10.000    | Hendon, Middlesex / Londres     |
| Worcester Warriors | Sixways Stadium      | 12.068    | Worcester, Worcestershire       |

## Palmarès de clubs
Courage League
- 1987-1988 Leicester Tigers
- 1988-1989 Bath Rugby
- 1989-1990 London Wasps
- 1990-1991 Bath Rugby
- 1991-1992 Bath Rugby
- 1992-1993 Bath Rugby
- 1993-1994 Bath Rugby
- 1994-1995 Leicester Tigers
- 1995-1996 Bath Rugby
- 1996-1997 London Wasps

Allied Dumbar Premiership
- 1997-1998 Newcastle Falcons
- 1998-1999 Leicester Tigers
- 1990-2000 Leicester Tigers

Zurich Premiership
- 2000-2001 Leicester Tigers
- 2001-2002 Gloucester RFC
- 2002-2003 London Wasps
- 2003-2004 London Wasps
- 2004-2005 London Wasps

Guinness Premiership
- 2005-2006 Sale Sharks
- 2006-2007 Leicester Tigers
- 2007-2008 London Wasps
- 2008-2009 Leicester Tigers
- 2009-2010 Leicester Tigers

Aviva Premiership
- 2010-2011 Saracens
- 2011-2012 Harlequins
- 2012-2013 Leicester Tigers
- 2013-2014 Northampton Saints
- 2014-2015 Saracens
- 2015-2016 Saracens
- 2016-2017 Exeter Chiefs
- 2017-2018 Saracens
- 2018-2019 Saracens